# Sint-Amanduskerk (Sint-Amands)

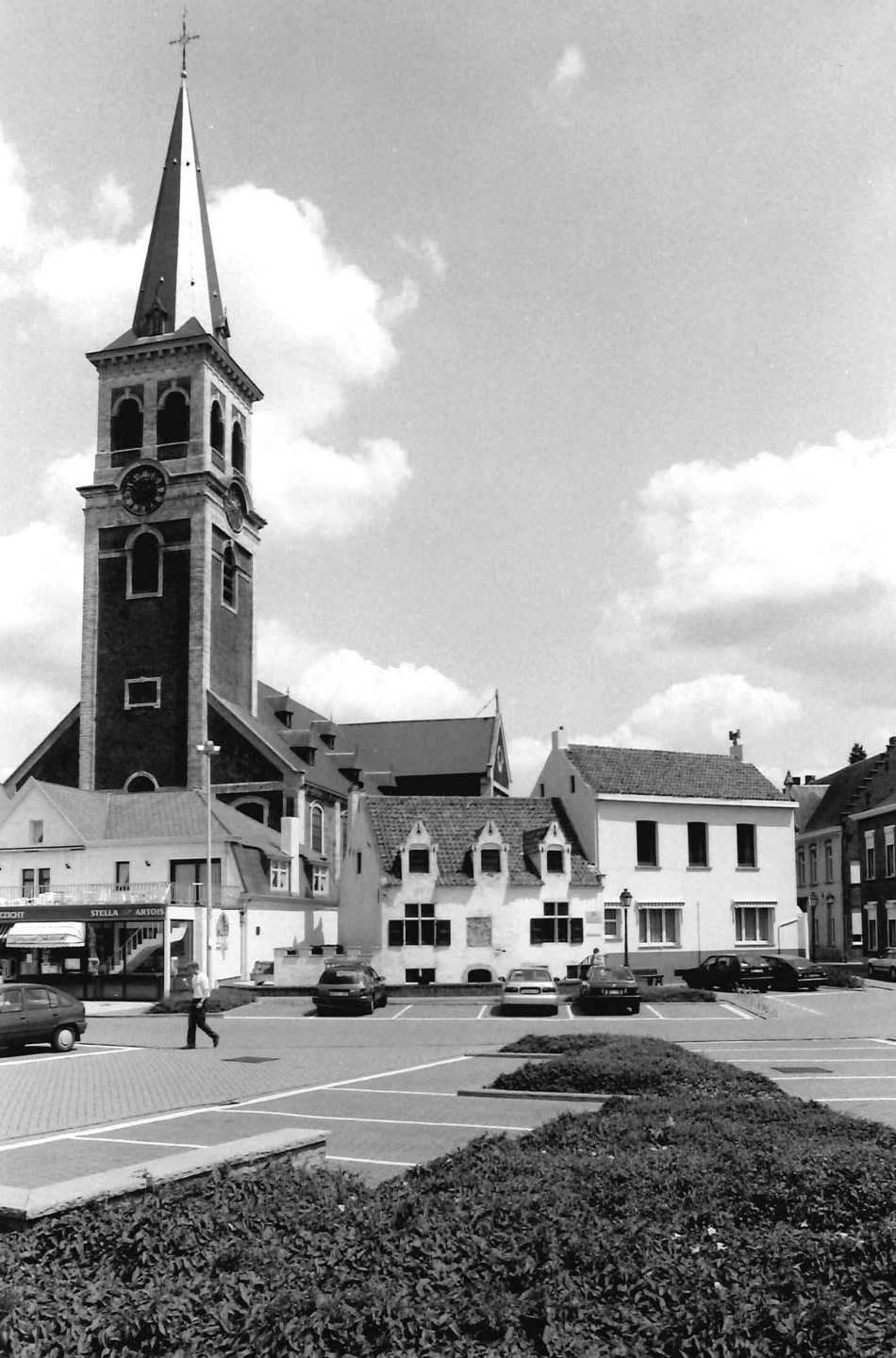
Sint-Amanduskerk

De Sint-Amanduskerk is de parochiekerk van de Antwerpse plaats Sint-Amands, gelegen aan de Oude Kerkstraat 18.

## Geschiedenis
De eerste kerk van Sint-Amands bevond zich aan de Kerkhofdries, maar al in 1417 stond de kerk op de huidige plaats nabij de Schelde. De kerk werd in 1560 verwoest en omstreeks 1610 hersteld. In 1661 werd het oude koor gesloopt.
In 1666 of 1667 viel de kerk ten offer aan vermoedelijke brandstichting. De kerk werd voorlopig hersteld en in 1681 werd hij geheel hersteld. In 1786 werd de kerk naar het westen verlengd en werd een nieuwe westtoren gebouwd. In 1865 werd de toren door blikseminslag vernield. In 1867-1868 werd de toren hersteld en er werd een klokkenverdieping aan toegevoegd naar ontwerp van Joseph Schadde. Ook werd het koor afgebroken en vervangen door een transept en een groter koor. Dit alles geschiedde in neorenaissancestijl en sloot aan bij het reeds aanwezige bouwwerk.
Op 14 september 1914 brandde de toren af door oorlogshandelingen. In 1922-1924 werd de kerk hersteld. In 1982 brandde de torenspits af, maar deze werd snel hersteld. In 1994 startten restauratiewerkzaamheden van de kerk.

## Gebouw
Het betreft een georiënteerde driebeukige pseudobasiliek met transept en ingebouwde westtoren. De kerk heeft een halfcirkelvormige apsis.
De kerk is gebouwd in rode bakstenen met omlijstingen in witte natuursteen. De toren heeft vijf verdiepingen, waarbij de onderbouw 18e-eeuws is en de bovenste verdieping 19e-eeuws.

## Interieur
Het interieur wordt overkluisd door een kruisribgewelf. De kerk bezit enkele 17e- en 18e-eeuwse schilderijen. Van 1740 is een houten borstbeeld van Sint-Augustinus.
Het hoofdaltaar is van 1715. Het noordelijk zijaltaar, gewijd aan Onze-Lieve-Vrouw, bestond in elk geval al in 1723. Het zuidelijk zijaltaar is gewijd aan Sint-Sebastiaan en Sint-Cornelius. Het dateert van 1669. Het koorgestoelte is van 1732-1735 en werd uitgevoerd in Lodewijk XV-stijl. De communiebank is van omstreeks 1730. De biechtstoelen zijn van respectievelijk 1669 en 1723.
De preekstoel is van 1729 en het doopvont, in rood marmer en messing, van 1740.